# Informationsverkettung
Informationsverkettung ist die gleichzeitige Benutzung von mehr als einem Datum in einer sinnfälligen Verbindung. Jede Informationsverkettung beschreibt die strukturierte Verbindung von Information, die z. B. in einzelnen Schritten erstellt, beschafft oder gespeichert wurde. Durch das Verknüpfen dieser einzelnen Informationselemente entstehen Informationsketten. Informationselemente können beispielsweise Daten als Inhalte sein.
Information kann in einzelnen Informationselementen erstellt oder beschafft und gespeichert werden. Hier geht es um den Sinn und den Nutzen aus Verkettungen. Solche Verkettungen werden durch die Daten für den Inhalt und die Metadaten für die Verkettung beschrieben, die ein mehrfaches Abschreiben ersparen helfen. Durch Verknüpfen dieser Informationselemente entstehen Informationsketten. Diese Verkettung kann linear erfolgen, so dass sich lange Ketten ergeben. Beispiel ist ein herkömmliches Druckwerk. Ein typischer Fall für eine verkettete Information ist ein Buch, das textuelle Information fortlaufend auf gehefteten oder gebundenen Seiten enthält. Indizes wie das Inhaltsverzeichnis verketten die Informationen.
Die Verkettung kann aber auch durch Indizieren auf mehreren Ebenen erfolgen, so dass durch Verfolgen der Indexstruktur in verschiedenen Aspekten verschiedene lineare oder immer noch vernetzte Teilketten entstehen. Der Index selbst erzeugt zunächst eine Index-Struktur mit einer möglicherweise nicht mehr linearen multi-dimensionalen Verkettung über die Indizes. Das Benutzen verschiedener Medien mit den Indexstrukturen liefert eine Hypertext-Struktur mit einer ebenfalls nicht mehr linearen Verkettung der verschiedenen Medien.

## Gedächtnisleistung
Das menschliche Gedächtnis ist assoziativ. Wir verbinden kleine Informationselemente miteinander und erzeugen komplexe Wissensstrukturen. Meistens erinnern wir uns an die Information auch in assoziativer Weise. Beim Lesen oder beim Speichern von Information versucht man, die Information mit schon vorhandener Information zu verbinden. Die Reihenfolge, wie ein Mensch eine Idee mit einer anderen verbindet, hängt von dem Kontext ab, in dem er gerade arbeitet.
Sequentielle Strukturen, wie herkömmliche Bücher, spiegeln nicht die Art und Weise wider, wie der Mensch Wissen in seinem Gehirn repräsentiert, nämlich als komplexes Netzwerk. Beim Lesen müssen komplexe Zusammenhänge mit Hilfe von Indizes wiederhergestellt werden. Bei dieser Art von Informationsaustausch geht zwangsläufig Wissen verloren.

## Beziehungen zwischen Informationsobjekten
Sinn und Zweck einer informellen Präsentation ist es, einen Benutzer über einen bestimmten Sachverhalt zu informieren. Dazu werden im Allgemeinen viele einzelne Informationseinheiten, beispielsweise Medienobjekte, benötigt, die in einen bestimmten Zusammenhang zueinander gebracht werden müssen. Dieser Zusammenhang lässt sich herstellen über Beziehungen, Abhängigkeiten oder Bedingungen, die zwischen den Informationsobjekten definiert werden. Diese Beziehungen werden als Verkettungen bezeichnet.
Eine lineare Kettenstruktur ist beispielsweise eine eindimensionale Struktur ohne Verzweigungen. Ein planare Kettenstruktur ist beispielsweise eine zweidimensionale Struktur ohne Verzweigungen. Eine verzweigte Kettenstruktur ist beispielsweise ein Text, der Zeiger auf andere Texte enthält und damit Verzweigungen definiert.
In einem Graphen eines multimedialen Beziehungsnetzwerks von Information repräsentieren die Kanten diese Verkettungen. Die Semantik der Kanten ist allerdings nicht einheitlich. Vielmehr existieren verschiedene Typen von Beziehungen.

### Modale Beziehungen
Für die Speicherung von Information erfolgt ein sprungweiser Wandel der Speichertechnologien und von deren zeitweiliger Nutzung für bestimmte Zwecke. Damit verbunden sind die entsprechenden Änderungen der Präsentation der Information aus diesen Speichermedien. Die Speichertechnologie, also die Zusammenführung von Speichertechnik und Speicherverfahren, definiert eine modale Verkettung der Information, die sich mit der Auswahl der Speichermedien ohne Änderung des Informationsinhalts verändern lässt.

### Multimediale Beziehungen
Die Repräsentation von Information durch Medien erlaubt spezielle Sichten auf den vorhandenen Informationsbestand, wobei sich der Betrachter ausgewählter Medien bedient. In der Regel bleibt die Technik der Speicherung gegenüber den Formatierungen für Präsentation in einzelnen Medien invariant.

### Spatiale Beziehungen
Werden Informationen durch einen Index in mehreren Dimensionen referiert, entsteht eine spatiale oder allgemeiner multidimensionale Verkettung, die zunächst ohne entsprechende technische Präsentation bleibt. Für die Präsentation ist dann wiederum eine eindimensionale, also lineare Verkettung, beispielsweise für die Übertragung, oder eine zweidimensionale, also planare Verkettung, beispielsweise für eine Anzeige oder einen Ausdruck, oder eine dreidimensionale, also spatiale Verkettung, beispielsweise durch ein räumliches Projektionsverfahren, auszuwählen.

### Temporale Beziehungen
Werden Informationen aus einem Bestand abgerufen und in der Präsentation verkettet, entsteht eine mit diesem Abruf definierte und aus dem Abrufverfahren generierte komplexe temporale Beziehung der Informationselemente. Die Gültigkeit dieser temporalen Verkettung ist auf die Lebensdauer der gewählten Präsentation beschränkt.

### Mnemonische Beziehungen
Beim Übergang von Information aus einer Präsentation in eine Erinnerung entstehen neue individuelle Verkettungen, die an das Individuum gebunden sind. Die Didaktik befasst sich mit der Aufgabe, optimale mnemonische Verkettungen zu vermitteln, zu trainieren und damit die Information zum Abruf bereitzuhalten. Viele multimediale Präsentationssysteme ignorieren elementare didaktische Konzepte, solange sie ausschließlich auf kurzzeitige Effekte ausgerichtet sind. Bisher besteht kein prüfbarer und allgemein gültiger Hinweis auf die Verbindung zwischen Optimierungen multimedial begründeter emotionaler Resonanz auf Information und der Nachhaltigkeit der erreichten mnemonischen Verfügbarkeit derselben Information.

### Autorensysteme
Durch Hypertext und Hypermedia besteht die Möglichkeit zur Erzeugung nicht linearer Informationsverkettungen, welche die Art und Weise der menschlichen Wissensrepräsentation viel besser nachbilden als traditionelle lineare Informationsverkettung.
Autorensysteme und Publikationssysteme ermöglichen dazu den Aufbau netzwerkartiger und damit natürlicher Informationsstrukturen.